# 渋谷卓弥
渋谷 卓弥（しぶたに たくや、1958年8月3日 - ）は、日本の元社会人野球選手、野球指導者。

## 概要
滝川高等学校を卒業し、同志社大学商学部に入学。野球部では首位打者、ベストナイン各2回。主将となり明治神宮野球大会では中本茂樹とのバッテリーで優勝、4年生の時には第9回日米大学野球選手権大会日本代表に選ばれた。ポジションは捕手。高校、大学の1年先輩に島田芳明がいる。
大学卒業後は松下電器産業に入社し野球部に入部。現役6年間で都市対抗野球大会や日本選手権にも出場している。
引退後は社業に専念し、兵庫神戸ボーイズの監督を経て2010年より滝川第二高等学校野球部の監督を務め、第94回全国高等学校野球選手権大会に兵庫県代表として出場。
2014年、同志社大学体育会硬式野球部の監督に就任。2020年限りで監督を退任した。